# Godspeed EP
Godspeed EP is de eerste ep van de band Anberlin. De ep werd op 26 december 2006 uitgebracht, hoewel het oorspronkelijk de bedoeling was geweest om de ep twee dagen later uit te brengen. Op de ep staan twee nummers. Het eerste nummer is Godspeed, de eerste single van hun derde album Cities. Dat album werd op 20 februari 2007 uitgebracht.

## Single
Zanger Stephen Christian sprak in een interview over de betekenis van Godspeed:
"It's about different stories through rock and roll history where drugs played a major downfall or death in the persona's life, such as Jimi Hendrix, Jim Morrison, Nico, Moon, Vicious, etc. It's selfish and tiring. I feel that "rock stars" start believing their own hype and begin on an egocentric journey that inevitably ends in destruction."
In een ander interview vertelde hij ook dat Godspeed van alle nummers op het Cities-album het moeilijkst was geweest om op te nemen:
"I think 'Godspeed' was the most difficult [song to record]. Not as much lyrically but it got frustrating because we couldn't figure out the chorus to the song. We may have come up with literally like 15 choruses. Or I did, it was just rough and it turned out all right!"

## Nummers
Godspeed EP
| Nr. | Titel        | Duur |
| --- | ------------ | ---- |
| 1.  | Godspeed     | 3:04 |
| 2.  | The Haunting | 5:54 |

Godspeed 7"
| Nr. | Titel                   | Duur |
| --- | ----------------------- | ---- |
| 1.  | (God)speed              |      |
| 2.  | The Unwinding Cable Car |      |

## Muziekvideo
Voor Godspeed werd een muziekvideo opgenomen, waarin de band te zien is als ze het nummer spelen in een bos, terwijl allerlei special effects langskomen.